# Егор Крид
Егор Николаевич Булаткин, по-известен като Егор Крид, е руски певец, рапър, автор на песни и актьор.
Започва соловата си кариера през 2011 г. под псевдонима KReeD, сега изпълнява под името Егор Крид. Той е автор и изпълнител на собствени песни.

## Биография
Роден в Пенза. Семейството е музикално: майка му се занимава като вокал, баща му и приятели свирят в музикална група. Егор мечтае да стане музикант от детството си. Започва да пише поезията си на 11-годишна възраст. Свири на китара. От младостта си обича хип-хопа и рисува графити. Играе шах.
Егор завършва Пензенския лицей по съвременни технологии за управление № 2 със задълбочено изучаване на английски език. Първият му голям концерт в Лужники се състои в деня на дипломирането. През 2015 г. Егор влиза в Руската музикална академия „Гнесини“ в производствения отдел, но ученето се налага да бъде прекъснато поради натоварен график на турнето и да се вземе академичен отпуск.
Цялото юношество на Булаткин е свързано със създаването на песни, посветени на любовни преживявания и проблеми в отношенията между хората.

## Семейство и личен живот
- Баща – Николай Борисович Булаткин, бизнесмен, директор на компания ООО Фирма „Унитрон“ (най-голямата компания за преработка на орехи в Русия)
- Майка – Марина Петровна Булаткина, заместник директор на ООО Фирма „Унитрон"
- По-голяма сестра – Полина Николаевна Булаткина (Полина Фейт / Paulina Michaels) – актриса, продуцент, сценарист и певица, живее в Лос Анджелис (САЩ).

Според думите на самия Егор той е имал много момичета. Сред тях са някои добре познати: моделът Диана Мелисон, певицата Нюша, на която певецът посвещава почти целия си първи албум „Холостяк“, моделът Ксения Дели, моделът Виктория Одинцова, продуцентката на шоуто „Семейство Кардашиян“ Карла ДиБелло, тиктокърката и певица Валя Карнавал.

## Псевдоним и имена
Започва соловата си кариера през 2011 г. под псевдонима KReeD. Той взема това име от името на група момчета, с които рисува графити.
Името Егор Крид се появява, когато музикантът работи с лейбъла Black Star, който през 2015 г. регистрира търговска марка за това име. На 8 юли 2019 г. името е официално отчуждено в полза на Е. Н. Булаткин.
През декември 2018 г. в Инстаграм профила на музиканта се появява хаштаг #HeartBreakKid.

## Музикална кариера и творчество
Песента „Любовь в сети“, публикувана от автора на страницата му във Вконтакте, е слушана от над милион души за 2 седмици. През 2011 г. в интернет излиза първият му видеоклип към песента „Любовь в сети“, който той заснема сам с приятели.
През 2012 г. той става победител в конкурса „Звезда Вконтакте - Пятый канал“ в номинацията за най-добър хип-хоп проект, след което изпълнява песента си „Вдохновение“ на едно от основните поп места в Санкт Петербург - в концертната зала „Октябрски“.

### Договор с Black Star
Егор записа кавър на песента на Тимати „Не сходи с ума“ (01.04.2011 г.), която е забелязана от един от лидерите на лейбъла Павел Курянов. През април 2012 г. Крид подписва с Black Star Inc. и се премества в Москва. Първите две години от музикалната му кариера преминават трудно.
През 2014 г. издава песента „Самая самая“, която е написана от Крийд и други участници в творческия процес за 15 минути. Песента оглавява хит парадите и музикалните чартове и към март 2020 г. музикалният видеоклип на песента има над 150 милиона гледания в YouTube.
На 2 април 2015 г. издава първия си студиен албум „Холостяк“. Новият хит на Егор от този албум е песента „Невеста“. На 25 юли 2015 г. той участва на фестивала Europa Plus LIVE 2015, който се провежда в Москва, в спортния комплекс Лужники.
На 31 декември 2015 г. в предаването „Новогодняя ночь на первом“ той изпява песента „Самая самая“.
На 1 януари 2016 г. на „Новогоднем Голубом огоньке 2016“ изпява римейк на песните „Самая самая“ и „Надежда“ заедно с Йосиф Кобзон.
В нощта на 20 срещу 21 юни 2018 г. Тимати и Егор Крид провеждат неразрешено многохилядно събитие на улица „Большая Дмитровка“ в Москва, като организират концерт на покрива на кола, блокирайки движението по улицата. Това действие е посветено на откриването на салона за красота на Тимати. На следващия ден адвокат Александър Хаминский подава заявление за образуване на производство по този инцидент до отдела на Министерството на вътрешните работи на Тверская и отдела на Московската пътна полиция. На 1 август 2018 г. Тверският районен съд признава Тимати и Крид за виновни в извършване на административно нарушение в съответствие с част 1 на чл. 20.2.2 от Кодекса за административните нарушения на Русия „Организиране на масов едновременен престой или движение на граждани на обществени места, което води до нарушаване на обществения ред“ и налага глоба от 20 хиляди рубли на всеки от тях.
На 1 януари 2019 г., на „Новогоднем Голубом огоньке 2019“, той изпява песента „Цвет настроения чёрный“ заедно с Филип Киркоров, а в предаването „Новогодняя ночь на первом“ изпява песента „Часики“ заедно с Валерия.
През март 2019 г. изтича договорът на артиста с Black Star Incorporated, с който той си сътрудничи от 2012 г. Егор Крид решава да продължи музикалната си кариера сам и напуска лейбъла. Лейбълът обаче трябва да запази песните и името му (те притежават търговската марка Егор Крид). Но певецът успява да се споразумее и да запази както името си, така и всичките си песни (може би с помощта на Борис Ротенберг, въпреки че участниците в конфликта отричат това).

### Независим артист
За разпространението на своите песни през 2019 г. Егор Крид подписва договор с Warner Music.
Първият проект по независимия път на Егор Крид е клипът на „Слухи“, който е пуснат на 29 май 2019 г. и е заснет по стихове на артиста.
„Толкова често чувам не истината, уморих се да слушам всички тези слухове. В текста на песента се казва: „Вчера всички, които ми се усмихваха, оказа се, че са плъхове и кучки ... “
Следващият клип на Егор „Грехи“ продължава „мрачната“ тема и говори за тревогите, които измъчват героя. Но въпреки драматизма и на двете произведения, те са посрещнати с интерес и много добри отзиви и коментари.
Песента и видеото на „Сердцеедка“ са пуснати на 16 юли 2019 г. и през първия ден събират повече от 4 милиона гледания, водят тенденциите в YouTube няколко дни подред и заемат водеща позиция в класациите за музикален хостинг. Клипът е продължение на разговор с Юрий Дуд, който предлага Егор да прояви самоирония и да направи съвместен проект със Сатир. На 1 ноември е пуснат видеоклипът Thrill Pill с участието на Егор и Moргенщерн „Грустная песня“. Тогава излиза песента и видеото на „Love is“.
През януари 2020 г. той издава песен към видеоклипа „Голубые глаза“ към саундтрака на филма „(Не)идеальный мужчина“.
На 10 април 2020 г. той издава третия си студиен албум, наречен 58, препратка към МПС номера на Пензенска област, където е роден артиста. Единственият сингъл от албума е песента „Мне всё Монро“ с HammAli & Navai. В записа на албума участват HammAli & Navai, Morgenstern, Nyusha и DAVA.
Участва в онлайн хип-хип битка, където издава 6 парчета.
През май пуска съвместно парче с Лок Дог „Карие глаза“.
През септември той пуска съвместно парче и видео с The Limba „Coco L'Eau“. Той участва във видеото на Тимати за песента „Звездопад“. След това излиза съвместна песен и видео с Тимати и Джиган, наречена „Rolls Royce“.
През декември той пуска парчето и видеото на „Ты не смогла простить“. След това на 31 декември 2020 г. в официалния youtube канал на Вечерний Уртант в предаването Ciao, 2020! изпълнява песента „Девочка с картинки” на италиански език.
През февруари той издава песен, наречена „Голос“, която става хит и отбелязва 20 милиона гледания в YouTube. Два месеца по-късно видеото е пуснато, набирайки 10 милиона гледания към август 2021 г.
След това през април излиза песента „(Не)Идеальна“, която също става хит.
През май излиза ремикс на световния хит на американския изпълнител Masked Wolf „Astronaut in the Ocean“, където Егор изпълнява за първи път парче на английски език.
През юни Eгор обявява издаването на своя 4-ти и 1-ви рап албум, наречен PUSSY BOY. През същия месец той издава първата песен от албума „Здравствуйте“, записана съвместно с OG Buda. След известно време излиза видеото. Парчето моментално става хит и заема първите позиции в класациите.
Седмица по-късно излиза друго вече солово парче, наречено „Телефон“, към което е пуснат и видеоклип.
Следващото е сътрудничество с Гуф, наречено „Aвтомат“, което също излиза седмица по-късно. Видеото към парчето се появява в музикалните платформи на 2 август.
На 15 юли излиза директно самият албум, който включва 10 парчета. На него може да се видят артисти като: Mayot, blago white, Soda Luv и горните OG Buda и Guf.
Егор също участва в съвместния сингъл „На чиле“ с Джиган, The Limba, OG Buda, blago white, Tимати, Soda Luv и Guf, който излиза през юли.

## Дискография

### Студийни албуми
| Име                             | Информация                                                                                   |
| ------------------------------- | -------------------------------------------------------------------------------------------- |
| „Холостяк“ (Ерген)              | Дата на издаване: 2 април 2015 Лейбъл: Black Star Inc. Блек Стар Формат: цифрова дистрибуция |
| „Что они знают?“ (Какво знаят?) | Дата на издаване: 23 май 2017 Лейбъл: Black Star Inc. Блек Стар Формат: цифрова дистрибуция  |
| „58“                            | Дата на издаване: 10 април 2020 Лейбъл: Warner Music Russia Формат: цифрова дистрибуция      |
| „Pussy Boy“                     | Дата на издаване: 16 юли 2021 Лейбъл: Warner Music Russia Формат: цифрова дистрибуция        |

## Награди и номинации
| Година | Награда                    | Номинирана работа                         | Категория                       | Резултат  |  |
| ------ | -------------------------- | ----------------------------------------- | ------------------------------- | --------- |  |
| 2014   | Oops! Choice Awards 2014   |                                           | Изпълнител на годината          | награда   |  |
| 2014   | Премия MUSICBOX 2014       | Надо ли                                   | Най-добра промоция              | номинация |  |
| 2014   | ZD Awards 2014             | Егор Крид                                 | Пробив на годината              | награда   |  |
| 2014   | ZD Awards 2014             | Егор Крид                                 | Sexy M                          | номинация |  |
| 2014   | ZD Awards 2014             | Самая самая                               | Видеоклип на годината           | номинация |  |
| 2014   | ZD Awards 2014             | Самая самая                               | Видео на годината               | награда   |  |
| 2014   | Love Radio Awards 2014     |                                           | Най-добър отечествен изпълнител | номинация |  |
| 2014   | Love Radio Awards 2014     |                                           | Реальный приход                 | номинация |  |
| 2015   | Премия RU.TV 2015          | Самая самая                               | Най-добра песен                 | награда   |  |
| 2015   | Премия RU.TV 2015          | Самая самая                               | Най-добър танцувален клип       | номинация |  |
| 2015   | Премия Муз-ТВ 2015         |                                           | Пробив на годината              | награда   |  |
| 2015   | Премия Муз-ТВ 2015         | Самая самая                               | Най-добра песен                 | номинация |  |
| 2015   | Премия Муз-ТВ 2015         | Самая самая                               | Най-добро мъжко видео           | номинация |  |
| 2015   | Fashion People Awards 2015 | Самая самая                               | Fashion-песен на годината       | награда   |  |
| 2015   | Oops! Choice Awards 2015   |                                           | Изпълнител на годината          | награда   |  |
| 2015   | Oops! Choice Awards 2015   | Самая самая                               | Сингъл на годината              | номинация |  |
| 2015   | Премия MUSICBOX 2015       |                                           | Певец на годината               | номинация |  |
| 2015   | Премия MUSICBOX 2015       | Невеста                                   | Песен на годината               | номинация |  |
| 2016   | Премия RU.TV 2016          |                                           | Най-добър певец                 | номинация |  |
| 2016   | Премия RU.TV 2016          |                                           | Фан или профан                  | номинация |  |
| 2016   | Премия Муз-ТВ              | Холостяк                                  | Най-добър албум                 | номинация |  |
| 2016   | Премия Муз-ТВ              | Будильник                                 | Най-добро мъжко видео           | номинация |  |
| 2016   | Премия журнала ОК!         |                                           | Нови лица — музика              | награда   |  |
| 2016   | Премия MusicBox 2016       |                                           | Певец на годината               | номинация |  |
| 2016   | Премия MusicBox 2016       | Тимати и Егор Крид                        | Дует на годината                | номинация |  |
| 2016   | Премия MusicBox 2016       | Будильник                                 | Песен на годината               | номинация |  |
| 2016   | Премия MusicBox 2016       |                                           | ВКонтакте                       | номинация |  |
| 2016   | Золотой граммофон          | Мне нравится                              |                                 | номинация |  |
| 2017   | Премия RU.TV 2017          | Мне нравится                              | Най-добра песен                 | номинация |  |
| 2017   | Премия RU.TV 2017          |                                           | Фан или профан                  | номинация |  |
| 2017   | Премия Муз-ТВ              | Где ты, где я                             | Най-добро видео                 | номинация |  |
| 2017   | Премия Муз-ТВ              | Мне нравится                              | Най-добро мъжко видео           | награда   |  |
| 2017   | Дай пять                   |                                           | Любим певец                     | награда   |  |
| 2017   | VK Music Awards            | Если ты меня не любишь                    | Най-слушана песен               | награда   |  |
| 2017   | VK Music Awards            | Потрачу                                   | Най-слушана песен               | награда   |  |
| 2018   | Премия RU.TV 2018          |                                           | Най-добър певец                 | номинация |  |
| 2018   | Премия RU.TV 2018          | Если ты меня не любишь                    | Най-добър дует                  | номинация |  |
| 2018   | Премия RU.TV 2018          | Потрачу                                   | Видео на выезде                 | номинация |  |
| 2018   | Премия RU.TV 2018          |                                           | Фан или профан                  | награда   |  |
| 2018   | Премия Муз-ТВ              | Потрачу                                   | Най-добро мъжко видео           | награда   |  |
| 2018   | Премия Муз-ТВ              | Если ты меня не любишь                    | Най-добър дует                  | номинация |  |
| 2018   | Премия Муз-ТВ              | Если ты меня не любишь                    | Най-добро видео                 | номинация |  |
| 2018   | Премия Муз-ТВ              |                                           | Най-добър изпълнител            | номинация |  |
| 2018   | Премия Муз-ТВ              | Гучи                                      | Най-добра песен Рунета          | номинация |  |
| 2018   | Дай пять                   |                                           | Любим певец                     | номинация |  |
| 2018   | Дай пять                   | Потрачу                                   | Любима песен                    | награда   |  |
| 2018   | Дай пять                   |                                           | Артист на годината              | награда   |  |
| 2018   | ЖАРА Music Awards          | Часики (с Валерия)                        | Колаборация на годината         | награда   |  |
| 2018   | Top Hit Music Awards 2018  |                                           | Най-добър изпълнител            | награда   |  |
| 2019   | Премия Муз-ТВ              |                                           | Трендсеттер Яндекс.Эфира        | награда   |  |
| 2019   | Премия Муз-ТВ              | Часики (с Валерия)                        | Най-добър дует                  | награда   |  |
| 2019   | Премия Муз-ТВ              | Цвет настроения чёрный (с Филип Киркоров) | Най-добър дует                  | награда   |  |
| 2019   | Премия Муз-ТВ              |                                           | Любим артист според Woman.ru    | награда   |  |

## Блогове и социални мрежи
На 24 януари 2011 г. Егор регистрира своя канал в YouTube. В допълнение към клиповете, той заснема и публикува влогове за живота си, турнета, зад кулисите от снимките на клипове и пътувания.
След като напуска лейбъла Black Star, артистът започва да развива канала си по-активно. На 20 юли 2019 г. броят на абонатите на неговия канал надхвърля 2 милиона, към февруари 2022 г. 6 милиона души са се абонирали за канала на Егор Крид.
Изпълнителят също поддържа страницата си в Инстаграм, където има 14,7 милиона абонати.
Повече от милион души са се абонирали за акаунта на Егор във ВКонтакте.

## Риалити шоу „Ергенът“
На 11 март 2018 г. по канала TНT стартира 6-ти сезон на риалити шоуто „Холостяк“ с участието на Егор Крид. Изпълнителят многократно отказва, но генералният продуцент на канала Вячеслав Дусмухаметов убеждава Егор да вземе участие.
На финала на проекта, излъчен на 3 юни 2018 г., Егор избира Дария Клюкина. Дълго време не се знае нищо за по-нататъшните отношения между младите хора, двойката не коментира личния си живот. На 28 май 2019 г. в интервю за Юрий Дудю Егор казва, че връзката не се е получила, защото момичето предпочита популярността пред него.

## Филмография
| Година | Филм            | Режикьор         | Роля                       |
| ------ | --------------- | ---------------- | -------------------------- |
| 2017   | Хотел Елеон     | Максим Свешников | камео (сезон 3, епизод 14) |
| 2019   | Жара            | Дуня Лисова      | камео                      |
| 2020   | (Не)идеален мъж | Марюс Вайсберг   | Егор, робот iFriend        |

## Гейминг
Егор обича да играе компютърни игри от детството си. През последните години любимата му игра е FIFA.
На 2 август 2019 г. той се регистрира в платформата Twitch, заявявайки, че иска да се пробва като стриймър. Той изиграва първата си CS:GO игра с капитана на Natus Vincere Даниил Zeus Tесленко, а на 9 август, с видео блогъра Vlad A4, той стриймва играта - Minecraft.
Първият стрийминг опит на певеца е съпроводен със скандал. Той споменава „забранената дума“, обозначаваща представител на ЛГБТ общността, за която преди това е блокиран друг стриймър Андрей Dread Голубьов — каналът на певеца не е забранен, но потокът е изтрит. Dread критикува Twitch за това, обвинявайки го в нетолерантен подход към потребителите.

## Доходи
Доходите на Eгор Крид се състоят от доходите му от турнета и изпълнителски дейности, участие в частни събития, рекламни сътрудничества и заснемане.
Според резултатите от 2017 г. Егор Крид заема седмо място в класацията на списание Forbes сред руските знаменитости. Неговият доход е 4 милиона долара.
През 2019 г. той влиза в руския топ на най-успешните звезди на шоубизнеса и спорта под 40 години, заемайки 4-то място с $4,8 милиона.
През 2020 г. той е класиран на първо място в списание Forbes за приходи сред артистите, като спечелва 6,9 милиона долара.